# Pouligny-Notre-Dame

Pouligny-Notre-Dame este o comună în departamentul Indre, Franța. În 1 ianuarie 2022 avea o populație de 641 de locuitori.